# Garde-côtes d'Islande
La Garde-côtes d'Islande (Landhelgisgæsla Íslands ou Landhelgisgæslan en islandais) est la garde-côtière de la République d'Islande. Les missions principales des garde-côtes islandais consistent en la recherche, le sauvetage, la protection et la conservation des ressources naturelles. La Garde-côtes joue un rôle central dans la défense islandaise. Ses missions se sont élargies au fil des années pour inclure la surveillance de l'espace aérien islandais.
La Garde-côtes d'Islande a joué son rôle le plus important lors de la guerre de la morue, lorsque l'Islande était opposée au Royaume-Uni sur la question de l'extension de la zone économique exclusive.
Du fait qu'il n'y ait pas l'armée en Islande, la garde-côtes islandaise a pour particularité de n'être affilié ni à la marine (inexistante en Islande donc), ni aux services de police ou douaniers.

## Histoire
Les navires étrangers ont commencé à pêcher au large des côtes islandaises pendant la première moitié du XVe siècle. Les Islandais avaient tenté à plusieurs reprises de patrouiller ses eaux territoriales depuis que les Britanniques ont instauré l'organisation de la pêche avec des chalutiers en 1891.
Le gouvernement danois prenait en charge les patrouilles des côtes islandaises jusqu'à ce que ce la Garde-côtes d'Islande soit officiellement créée le 1er juillet 1926, à la suite de la prise en charge par le gouvernement du Royaume d'Islande des opérations du navire Þór, qui était jusqu'alors exploité par l'association de sauvetage des îles Vestmann (Björgunarfélag Vestmannaeyja). Ce navire était utilisé depuis 1922 en coopération entre le gouvernement et les îles Vestmann pour la surveillance des eaux territoriales. Un petit canon avait été placé sur le navire en raison du manque de coopération de la part de capitaines étrangers qui refusaient de se soumettre aux ordres provenant d'un patrouilleur non-armé.
Le premier navire qui avait pour vocation première la patrouille des eaux arrive en Islande le 23 juin 1926. Ce fut Óðinn, un navire à vapeur, qui était armé de deux canons de 57 mm.

### Guerre de la morue

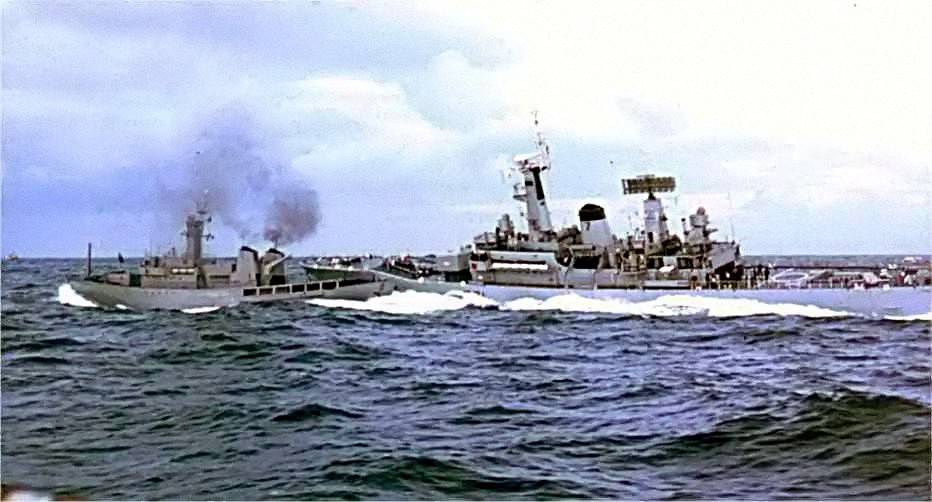
Collision entre la frégate britannique Scylla et le navire garde-côtes islandais Óðinn pendant la guerre de la morue

Le principal fait d'armes des garde-côtes islandais est la guerre de la morue (1958-1976), qui a opposé l'Islande au Royaume-Uni, au sujet de l'extension des zones exclusives de pêches autour de l'île. La défense de ces zones a nécessité l'intervention de navires des Garde-côtes face aux chalutiers britanniques, qui étaient assistés par la Royal Navy. De nombreux incidents ont émaillé cette période, avec de nombreux éperonnages entre les navires présents sur zone.

### Histoire récente
En 2003, l'Islande décide de soutenir les États-Unis dans la guerre qui l'oppose à l'Irak. Le gouvernement islandais rejoint la coalition militaire et envoie deux démineurs issus de la Garde-côtière qui intègrent lors de ce conflit le contingent danois. La participation de l'Islande à des activités militaires en Irak prend fin en 2007.

## Organisation
La Garde-côtes d'Islande est dirigé par un vice-amiral, qui est actuellement Georg Lárusson. Le siège et le centre national de secours sont situés au Skógarhlíð 14, à Reykjavik. Le centre national est composé de l'Association islandaise pour la recherche et le sauvetage (Slysavarnarfélagið Landsbjörg).

## Missions
Les missions des garde-côtes sont listées à la Section IV de la loi du 14 juin 2006 relative à la Garde-côtes d'Islande:
- Assurer la sécurité en mer, conformément aux obligations internationales de l'Islande, et des lois islandaises;
- Veiller à l'application de la loi en mer, y compris la surveillance des pêches, et l'assistance aux forces de l'ordre à terre, en coopération avec les commissaires nationaux et régionaux de la police;
- Assurer les opérations de recherche et de sauvetage aux marins, aux navires, ainsi qu'aux autres moyens de transport maritime;
- Assurer les opérations de recherche et de sauvetage pour les aéronefs;
- Assurer les opérations de recherche et de sauvetage sur terre;
- Coopérer avec les organisations de secours pour la mise en place des services d'ambulance d'urgence;
- Assister les autorités de protection civile;
- Assister en cas d'échec des communications ordinaires, en raison de fortes chutes de neige, de météo violente ou de catastrophes naturelles;
- Patrouiller l'océan en conformité avec la Loi sur la sécurité maritime et d'autres actes juridiques similaires;
- Signaler et éliminer les dangers liés aux épaves, aux mines, aux bombes, ainsi qu'autres sources de dangers pour la navigation, en plus de la neutralisation des bombes sur les terres;
- Établir les relevés hydrographiques, la cartographie, les avis aux navigateurs, la préparation des tables des marées, les instructions nautiques et les autres publications relatives à la navigation;
- Réceptionner les notifications provenant des navires comme prévu dans la Loi sur les étrangers, et contrôler les frontières maritimes.

## Matériel

### Navires
Les navires de la garde côtière participent également à des missions de sauvetage sur terre, notamment lors de catastrophes naturelles. En 1973, les navires ont pris part à l'évacuation de l'île de Heimaey lors de l'éruption de l'Eldfell. Les navires ont également servi de base soutien lors des opérations de sauvetage qui ont eu lieu à la suite de l'avalanche de 1995 qui a touché le village de Flateyri.

#### Navires en service
La garde-côtière islandaise compte, en 2012, quatre navires en son sein. Le Baldur, nommé d'après Baldr, dieu de la lumière, la beauté, la jeunesse et l'amour, est un navire océanographique utilisé pour la mesure de la profondeur des fonds marins. Il s'agit du troisième navire des garde-côtes islandais à porter ce nom. Deux autres navires, de la classe Ægir, viennent s'ajouter à la flotte. Le premier, Ægir, est nommé d'après un des géants de la mythologie nordique qui personnifie la mer. Le second, Týr, est nommé d'après le dieu du ciel, de la guerre juste et de la stratégie. Enfin, depuis 2011, le navire amiral de la Garde-côtes d'Islande est le Þór, nommé d'après le dieu du tonnerre. Ce navire, construit au Chili par le chantier naval Asmar, est livré en septembre 2011, après plusieurs mois de retard en raison d'avaries causées par le séisme de 2010. Il doit permettre de faire face à l'évolution de la navigation maritime, notamment en ce qui concerne les capacités de remorquage.
|                  |                        |                    |                    |                      |
|                  | Baldur (III)           | Týr (II)           | Ægir (II)          | Þór (IV)             |
| Type             | Navire océanographique | Patrouilleur       | Patrouilleur       | Patrouilleur         |
| Année d'armement | 1991                   | 1975               | 1968               | 2011                 |
| Longueur         | 20,7 m                 | 65,78 m            | 65,78 m            | 93,80 m              |
| Maître-bau       | 5,2 m                  | 10,02 m            | 10,02 m            | 16 m                 |
| Tirant d'eau     | 1,7 m                  | 5,02 m             | 5,02 m             | 5,80                 |
| Déplacement      | 54 t                   | 1 536 t            | 1 536 t            | 3 920 t              |
| Puissance        | 240 kW                 | 2x3 163 kW         | 2x3 163 kW         | 2x4 500 kW           |
| Vitesse          | 12 nœuds (22 km/h)     | 20 nœuds (37 km/h) | 20 nœuds (37 km/h) | 19,5 nœuds (36 km/h) |
| Équipage         | 4                      | 18                 | 18                 | 18                   |
| Capacité         | 8                      | 64                 | 64                 | 48                   |

#### Anciens navires
| Nom du navire | Observations |
| ------------- | --- |
| Óðinn (I)     | Nommé d'après Odin, dieu du savoir, de la victoire et de la mort.                                                           |
| Gautur        | Initialement nommé Óðinn (II), il devient Gautur après l'entrée en service de Óðinn (III). Gautur est un pseudonyme d'Odin. |
| Óðinn (III)   | Patrouilleur. |
| Baldur (I)    | Patrouilleur. |
| Baldur (II)   | Un ancien chalutier. |
| Bragi         | Nommé d'après Bragi, dieu de la poésie.                                                                                     |
| Njörður       | Nommé d'après Njörd, dieu de la mer, des vents et du feu.                                                                   |
| Týr (I)       | Un baleinier (Hvalur 9), emprunté pendant la guerre de la morue.                                                            |
| Þór (I)       | Premier navire de la Garde-côtes d'Islande. Intégré en 1926, il s'échoue dans la baie de Húnaflói en 1929.                  |
| Þór (II)      | Navire acheté à l'Allemagne en 1930 et désarmé en 1946.                                                                     |
| Ægir (I)      | Navire armé en 1929. |
| Albert        | Patrouilleur. |
| Árvakur       | Navire ravitailleur de phares, désarmé dans les années 1970.                                                                |
| María Júlía   | Patrouilleur, nommé d'après l’une des personnes ayant financé le navire.                                                    |
| Sæbjörg       | Patrouilleur. |
| Ver           | Un ancien chalutier. |

### Aéronefs
La division aéronautique de la garde-côtière est créée le 10 décembre 1955 à la suite de l'acquisition d'un hydravion Consolidated PBY Catalina. Les aéronefs, ainsi que les équipes de maintenance, sont basés à l'aéroport de Reykjavik. Quatre mécaniciens sont disponibles à tout moment en cas de besoin.
Comme pour les navires actuellement en service, les aéronefs sont nommés d'après des dieux de la mythologie nordique. Sif est
une déesse, femme du dieu Thor. Líf, qui représente la vie, est un des derniers survivants de la fin du monde prophétique, Gná est une déesse messagère de Frigg, et Syn est une déesse associée à la défense.
Actuellement, les garde-côtes islandais exploitent trois hélicoptères Super Puma. Ces hélicoptères ont progressivement remplacé les Dauphin II, le dernier ayant été détruit à la suite d'un amerrissage d'urgence en 2007. Les hélicoptères sont utilisés pour des vols de surveillance ainsi que pour des missions de recherche et de sauvetage, aussi bien en mer que sur terre. Le Líf est le seul hélicoptère appartenant à la garde-côtière, les autres étant loués,. Un contrat pour la location du Syn sur une période de 12 mois a été signé en janvier 2012.
Depuis 2009, un avion Bombardier DHC-8-Q314 a intégré la division aéronautique. Ce dernier a été acquis pour remplacer le fokker qui était jusqu'alors au service des garde-côtes. Il présente l'avantage de pouvoir faire face à des conditions météorologiques extrêmes, qui sont habituelles à l'Islande. Ainsi il peut endurer un fort vent latéral, décoller de pistes courtes et il a un rayon d'action de 2100 milles marins. Cet avion est exploité pour des missions de surveillance maritime. Il est également utilisé pour des tâches non maritimes, ainsi, il a effectué des vols de reconnaissance lors de l'éruption de l'Eyjafjöll en 2010.
Contrairement à la flotte navale, les aéronefs de la Garde-côtes d'Islande ont une immatriculation civile, l'Althing n'ayant jamais voté de loi concernant les aéronefs militaires.
|                           |                        |                             |                             |                             |
|                           | Sif                    | Líf                         | Gná                         | Syn                         |
| Type                      | Bombardier DHC-8-Q314  | Eurocopter AS332 Super Puma | Eurocopter AS332 Super Puma | Eurocopter AS332 Super Puma |
| Indicatif                 | TF-SIF                 | TF-LIF                      | TF-GNA                      | TF-SYN                      |
| Année d'entrée en service |                        | 1995                        | 2007                        | 2012                        |
| Longueur                  | 25,68 m                | 19,50 m                     | 19,50 m                     | 19,50 m                     |
| Charge utile              | 11 791 kg              | 5 700 kg                    | 5 700 kg                    | 5 700 kg                    |
| Charge maximale           | 19 500                 | 11 000 kg                   | 11 000 kg                   | 11 000 kg                   |
| Plafond                   | 25 000 pieds (7 620 m) | 19 500 pieds (5 900 m)      | 19 500 pieds (5 900 m)      | 19 500 pieds (5 900 m)      |
| Vitesse de croisière      | 285 nœuds (528 km/h)   | 150 nœuds (275,5 km/h)      | 150 nœuds (275,5 km/h)      | 150 nœuds (275,5 km/h)      |
| Distance franchissable    | 1 558 km               | 937 km                      | 937 km                      | 937 km                      |
| Équipage                  | -                      | 5                           | 5                           | 5                           |
| Capacité                  | -                      | 20                          | 18                          | 18                          |

## Grades des Garde-côtes

### Officiers

Capitaine de corvette Skipherra 2°
Capitaine de frégate Skipherra 1°
Capitaine de vaisseau Yfirmaður Gæsluframkvæmda
Vice-amiral Forstjóri Landhelgisgæslu Íslands

Aspirant Foringjabyrjandi
Enseigne de vaisseau de deuxième classe 3. Stýrimaður
Enseigne de vaisseau de première classe 2. Stýrimaður
Lieutenant de vaisseau Yfirstýrimaður

### Équipage

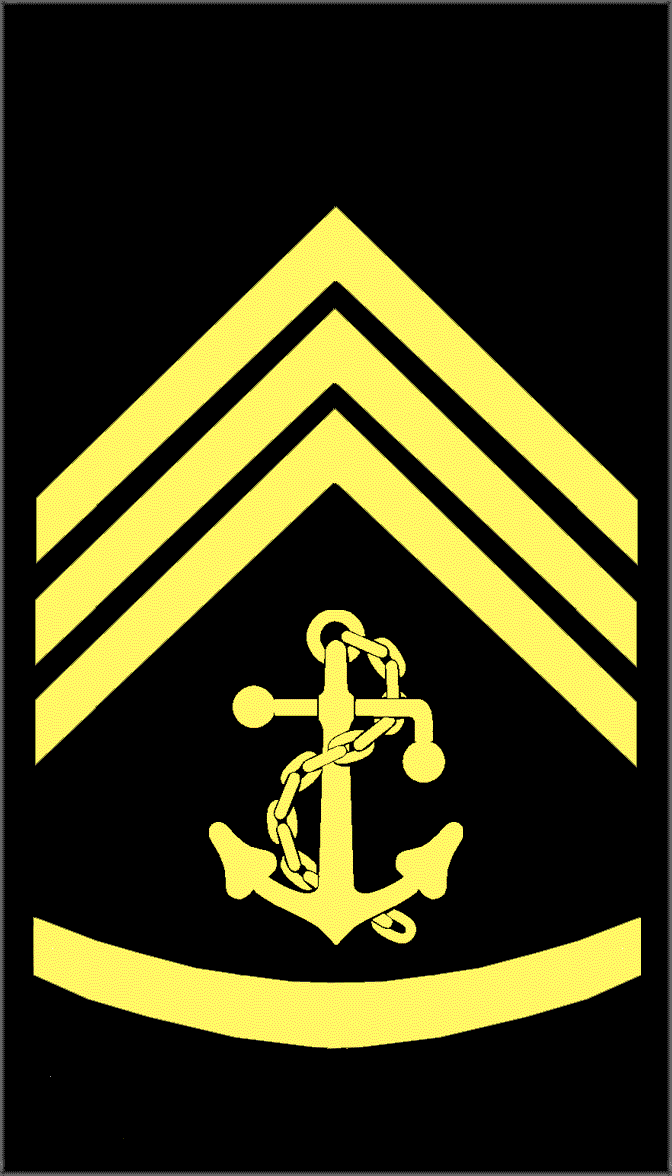
Quartier-maître de première classe
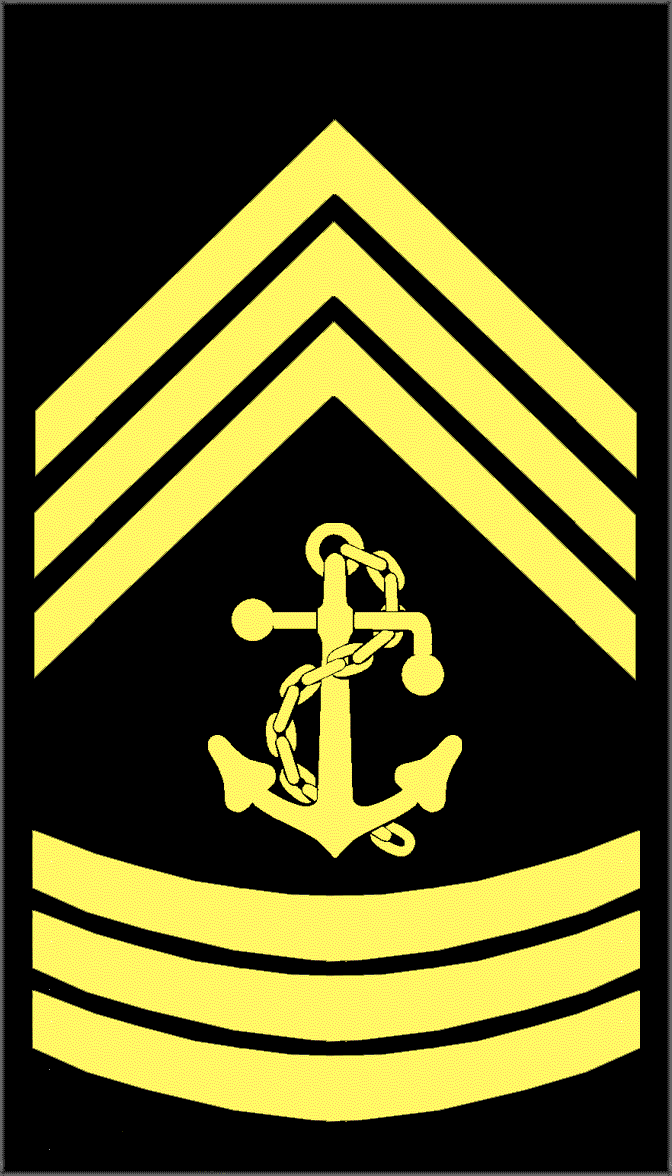
Major
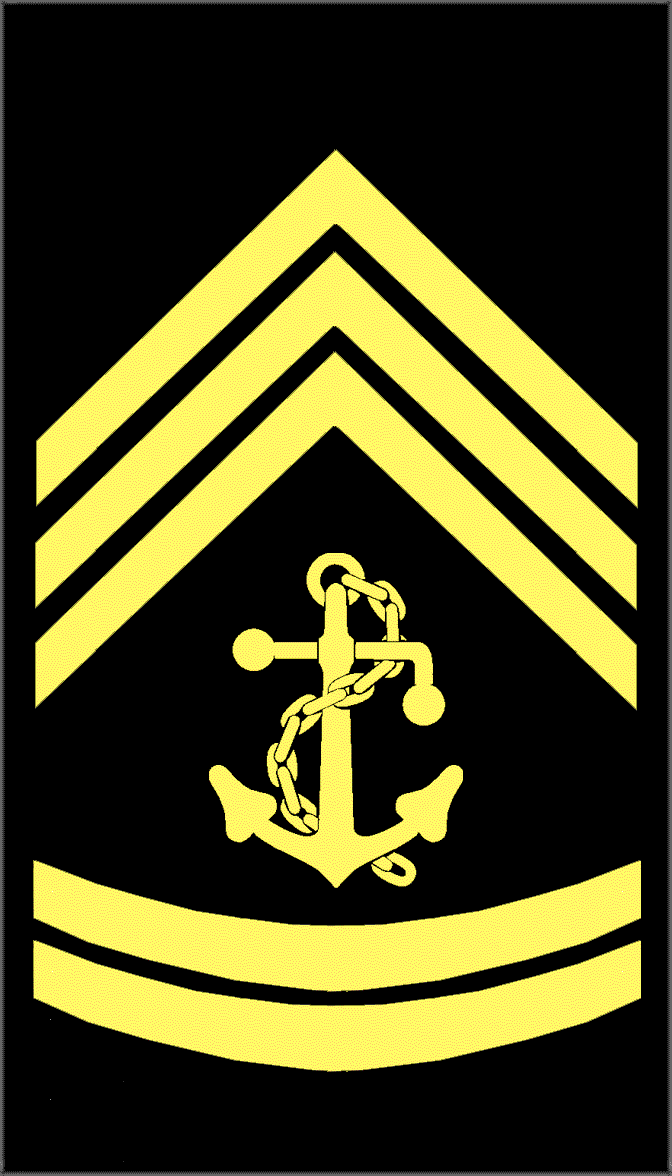
Maître

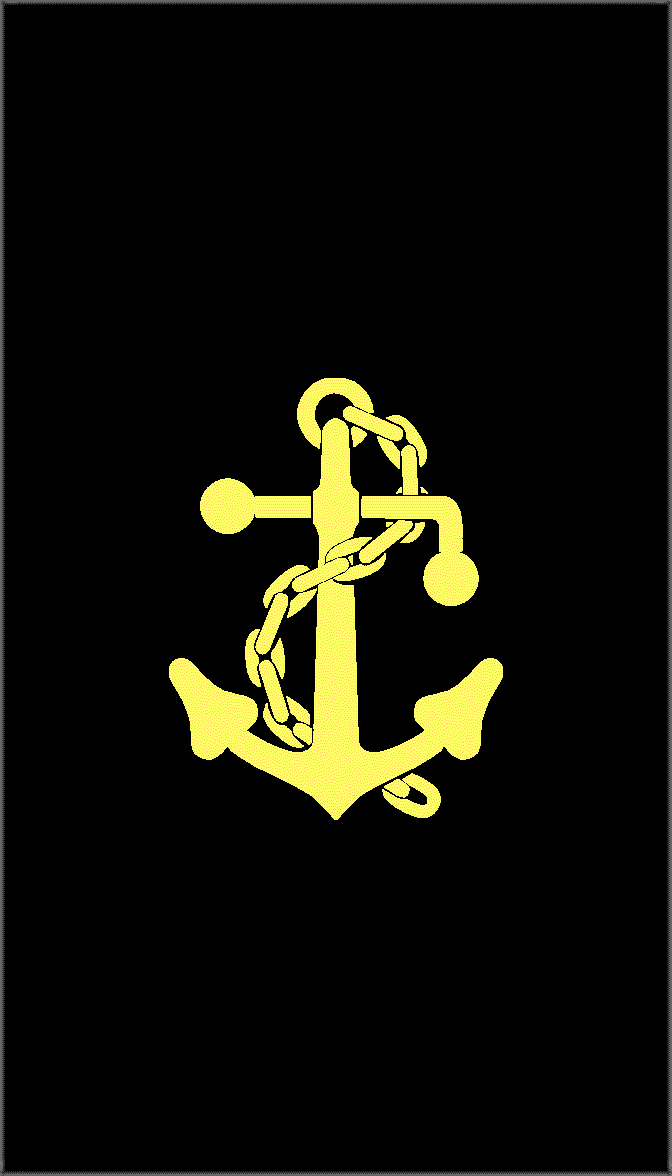
Matelot
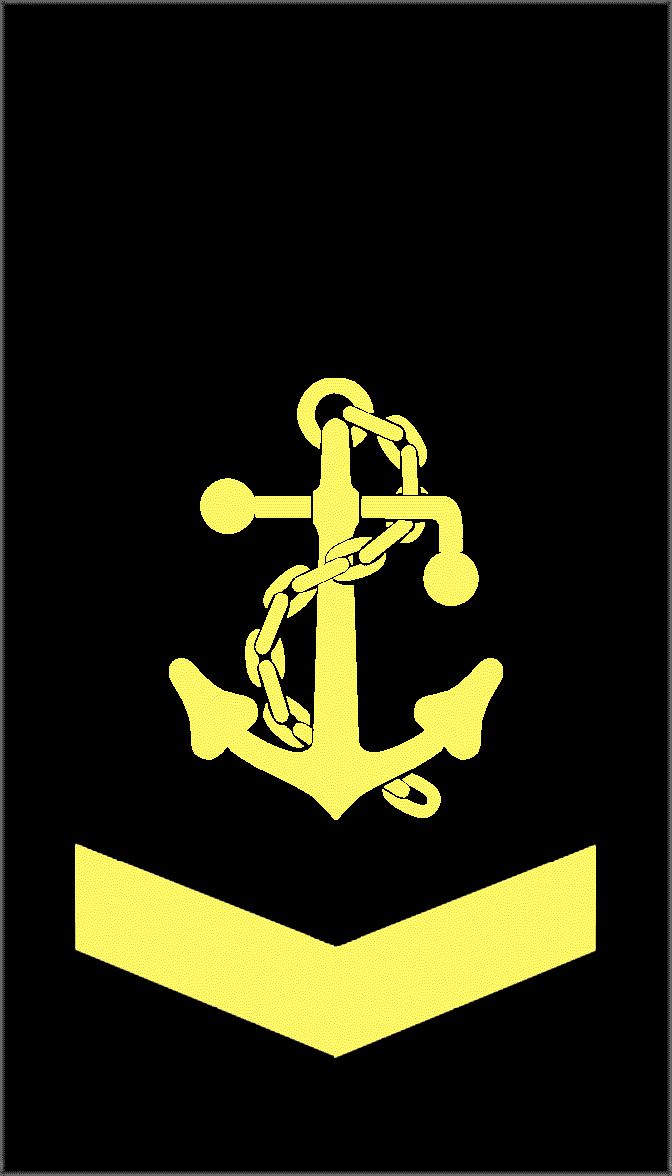
Matelot breveté de deuxième classe
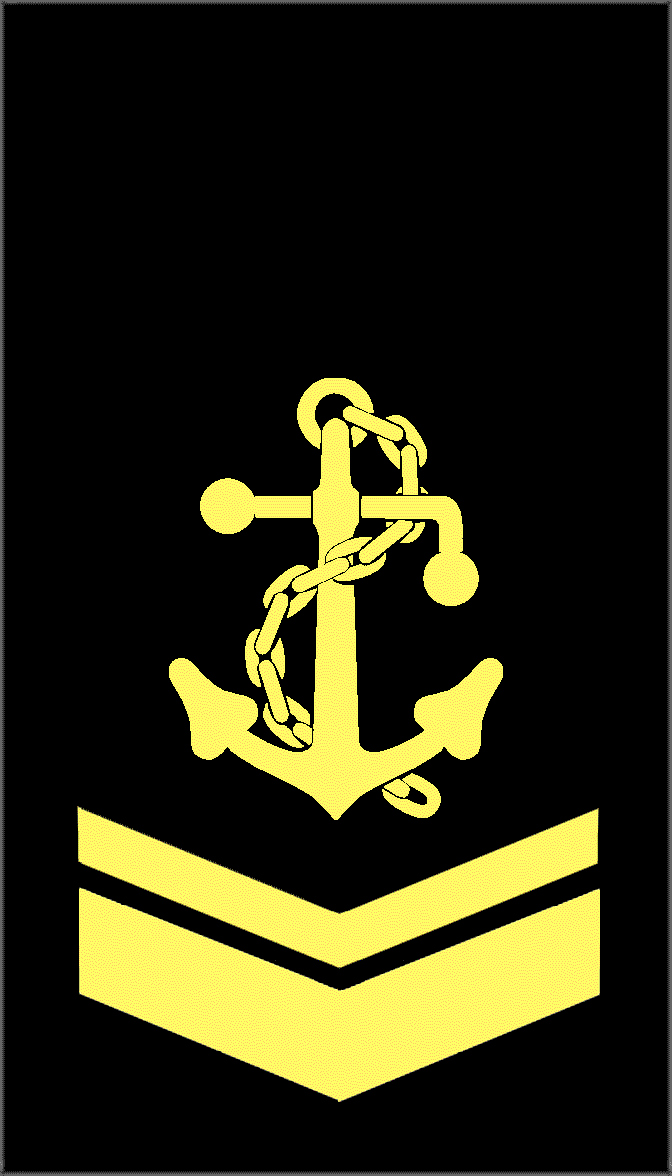
Matelot breveté de première classe
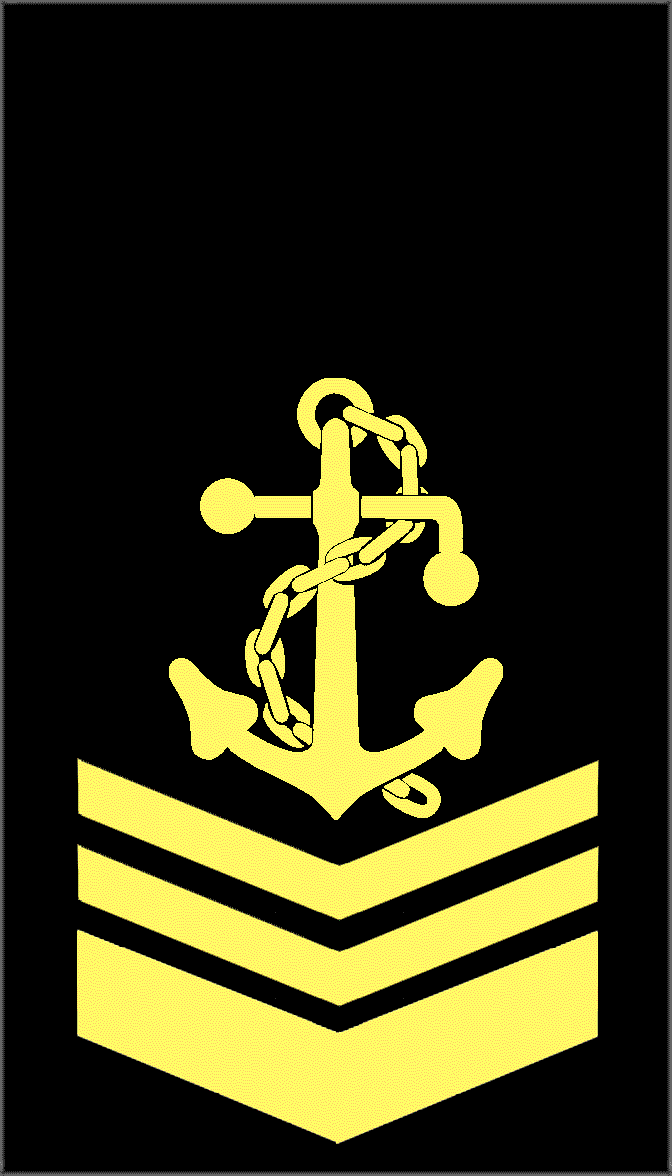
Quartier-maître de deuxième classe